# 厄尔·白劳德

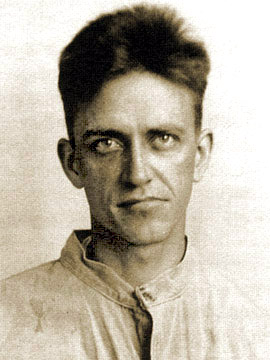
厄尔·白劳德，1917年12月摄于狱中

厄尔·拉塞尔·白劳德（1891年5月20日—1973年6月27日），美国政治人物。1930年—1944年任美国共产党总书记，两次代表美国共产党竞选美国总统。他提出了“白劳德主义”。

## 生平
白劳德出生于堪萨斯州威奇托，1907年加入美国社会党。1912年5月美国社会党分裂，加入了分裂出的左翼组织“工人教育同盟”，至1915年编辑同盟的地方报刊《劳工》。因反对兵役，1917年5月被捕，11月判刑一年。1918年11月出狱。1919年春美国社会党左翼创办《工人世界》月刊，为首任编辑。1919年7月14日以“从事阴谋活动”罪被捕，判刑2年。在狱中读了大量马克思恩格斯著作，思想转变为马克思主义。1920年11月提前获释出狱。
1921年1月，原美国社会党左翼分裂出的两个小党合并成立美国共产党，白劳德加入新党。1921年12月当选为美国工人党（美共的公开组织）中央执行委员会候补委员。负责党的机关刊物《劳工先驱报》的编辑出版。1922年12月美共二大当选为中央执行委员。1923年12月三大、1924年8月四大连任党的中央执行委员。1926年12月，受赤色工会国际派遣，白劳德与英国的托马斯·曼、法国的雅克·多里奥特组成国际劳工代表团，访问中国。1927年2月17日抵达广州。由谭平山陪同，访问了广东、广西、湖南、湖北。4月8日白劳德在汉口烟厂工会的欢迎大会上致辞。在上海组织泛太平洋产业工会。亲眼目睹了四一二事变上海工人血流成河，撰写了《民族主义中国的内战》，以日记形式记载了在上海的所见所闻。1927年5月20日至26日，在汉口组织召开了第二次泛太平洋劳动会议，会议决定在上海成立泛太平洋产业工会书记处为常设机构，白劳德任书记处书记、机关刊物《泛太平洋工人报》主编，在上海工作期间结识了宋庆龄、何香凝、刘少奇、周恩来、朱德等。1927年8月五大当选为中央执行委员、政治局候补委员。1928年底，白劳德离华回到美国。1929年3月六大，美国工人党改名为美国共产党，当选为中央执行委员。1929年10月增补到美共书记处，分管宣传鼓动工作。
1930年6月美共七大，当选为书记处行政书记，威廉·Z·福斯特为工会书记，威廉·W·韦斯顿为组织书记。由于韦斯顿在底特律，1932年，福斯特突发心脏病，白劳德成为党实际领导人。1934年4月美共八大，当选为总书记。在当政美国共产党期间，白劳德积极执行统一战线政策，支持富兰克林·罗斯福的新政，甚至一度提出“跟着罗斯福走，一切服从罗斯福”的口号。白劳德先后参加了1936年和1940年的两次总统大选，但在1940年大选前夕，白劳德因为曾使用假护照前往苏联而被判入狱。14个月后，太平洋战争爆发，美国和苏联成为盟国，为向苏联释放善意，白劳德被特赦。
1943年共产国际解散后，白劳德开始宣扬其“资本主义和共产主义和平共存”思想（即“白劳德主义”），并在1944年5月美共“十二大”上宣布解散美国共产党，另立非党组织“共产主义政治协会”，自任会长。这一举动遭到了福斯特等人的激烈反对，1945年，福斯特等人宣布重建美共，并解除了白劳德的职务，1946年2月将其开除出党。
1950年，麦卡锡主义盛行时白劳德也遭到质问，但他虽然对美共持批评态度，却拒绝指控其前同志为苏联间谍。
白劳德晚年依靠其子、普林斯顿大学教授威廉·白劳德生活，1973年病逝于普林斯顿。